# Bayan Moron
Bayan Moron (kinesiska: 巴彦木仁, 巴彦木仁苏木) är en socken i Kina. Den ligger i den autonoma regionen Inre Mongoliet, i den norra delen av landet, omkring 430 kilometer väster om regionhuvudstaden Hohhot. Antalet invånare är 2257. Befolkningen består av 1 025 kvinnor och 1 232 män. Barn under 15 år utgör 16,0 %, vuxna 15-64 år 76 %, och äldre över 65 år 7,0 %.
Genomsnittlig årsnederbörd är 460 millimeter. Den regnigaste månaden är september, med i genomsnitt 82 mm nederbörd, och den torraste är januari, med 1 mm nederbörd.